# مدفع

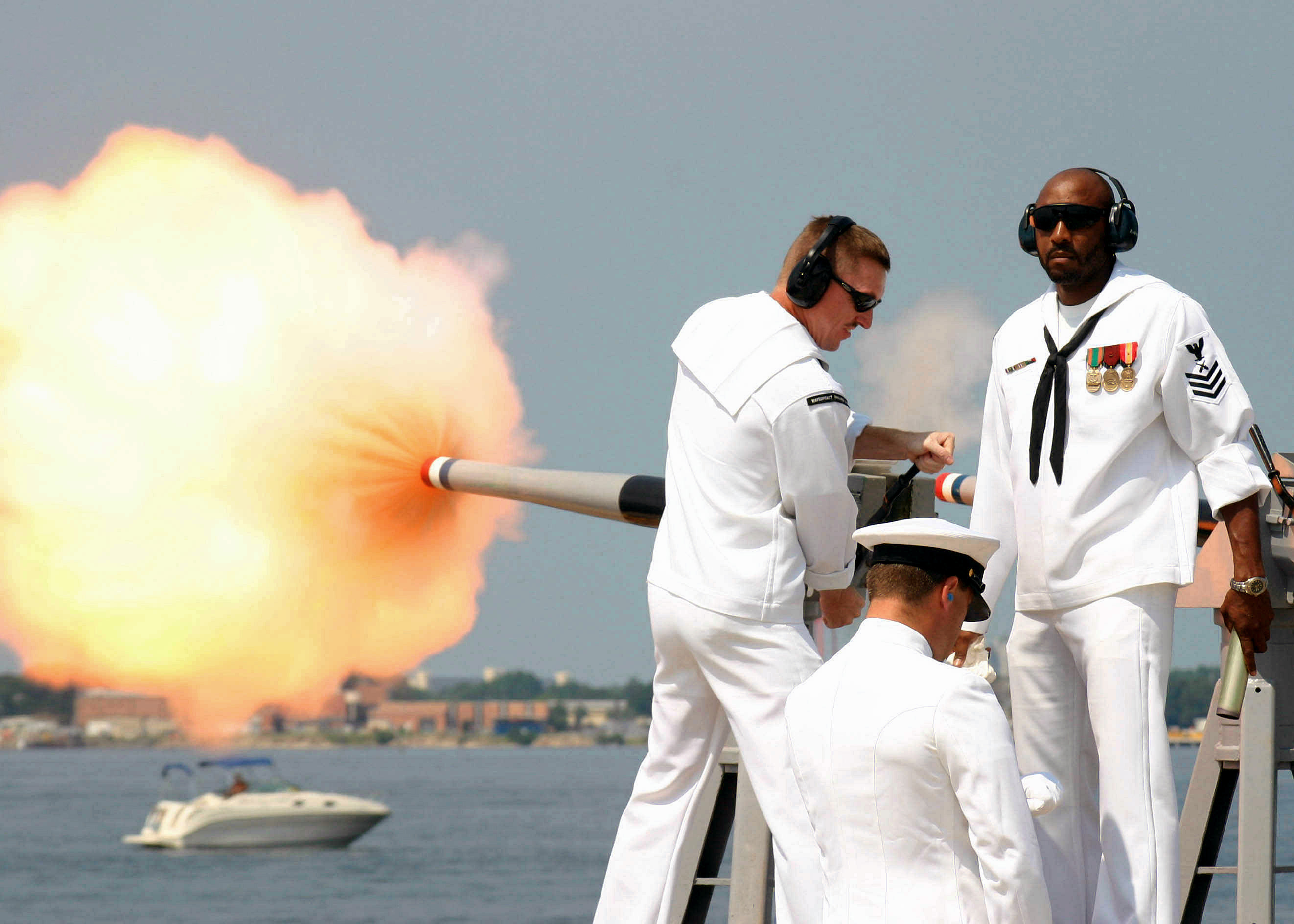
مدفع يطلق تحية
وهي إحدى استخداماته في السلم

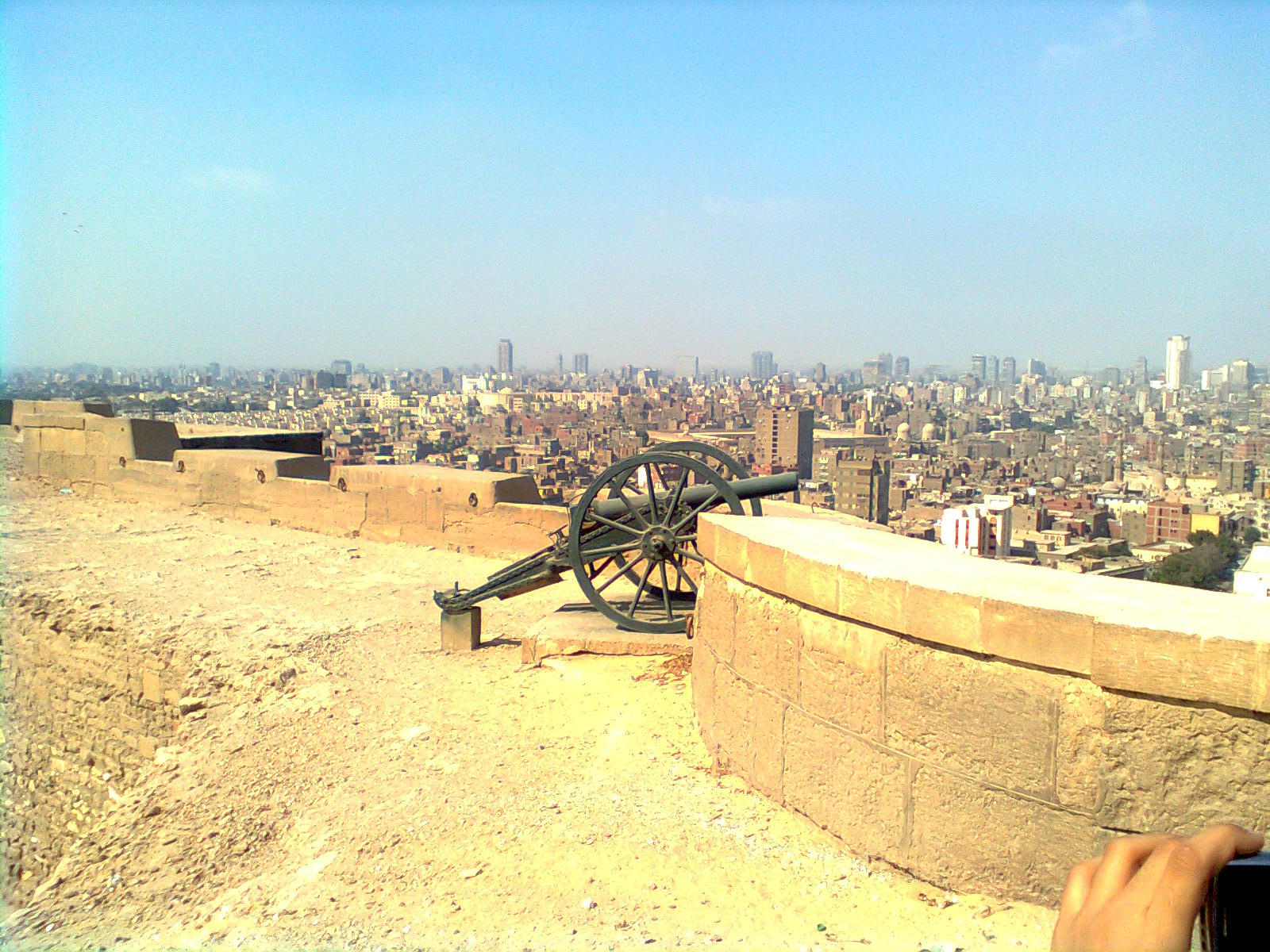
مدفع عند قلعة صلاح الدين الأيوبي (القاهرة) يُطلق عند موعد الإفطار خلال شهر رمضان.

المِدْفع  والجمع مَدَافِع هو اسم يطلق على أي قطعة مدفعية يستخدم فيها البارود أو أي مادة متفجرة أخرى لدفع القذائف. وتختلف المدافع في عيارها ومداها وسهولة حركتها ومعدل الإطلاق النيراني وزاوية الإطلاق وقوة النيران.
استخدم العسكريون المدافع في ميادين الحرب بصورة أو بأخرى سواء في البحر أو البر أو الجو. وهو أساسا أنبوب معدني يقذف كتلة متفجرة تدعى قذيفة. ويختلف استعمالها وتأثيرها بنوع المدفع والبيئة التي أستخدمت فيها والأهداف التي يتوقع تدميرها أو تحقيقها. وللمدفع استخدامات عديدة في الحرب واستخدامات محدودة في السلم منها التحكم في الانهيارات الثلجية.

## تاريخ المدافع
استخدم المدفع لأول مرة في الصين في ساحة المعركة، ((ولم يكن ذلك المدفع هو المدفع المتعارف عليه... بل كان أقرب إلى مدفع القذائف (الكاتيوشى)، بينما ظهر أول مدفع يدوي بسبطانة واحدة أو فوهة واحدة في معركة عين جالوت بين المماليك والمغول عام 1260. كما استخدمه العثمانيون وطوروه بشكل كبير ليصير على ماهو عليه اليوم... وذلك منذ بدايات محاولتهم الاستيلاء على القسطنطينية (إسطنبول حاليا) وذلك بداية من معركة ماريتزا الفاصلة في 1371م على وجه التحديد.
في أوروبا استخدمت لأول مرة في أيبيريا أثناء استرداد شبه الجزيرة الأيبيرية.
تواجد المدفع أيضاً مع القوات البحرية ولكن في العصور الحديثة، واستفادت القوات البحرية الأوروبية من هذه المدافع وذلك لقوة نيران المدافع، دقة تصويبها، وفتكها بمن تصيب. في الحرب العالمية الأولي، الغالبية من الضحايا قتلوا بنيران المدافع، وأستخدمت هذه المدافع أيضاً في الحرب العالمية الثانية.

## التاريخ المبكر للمدفع

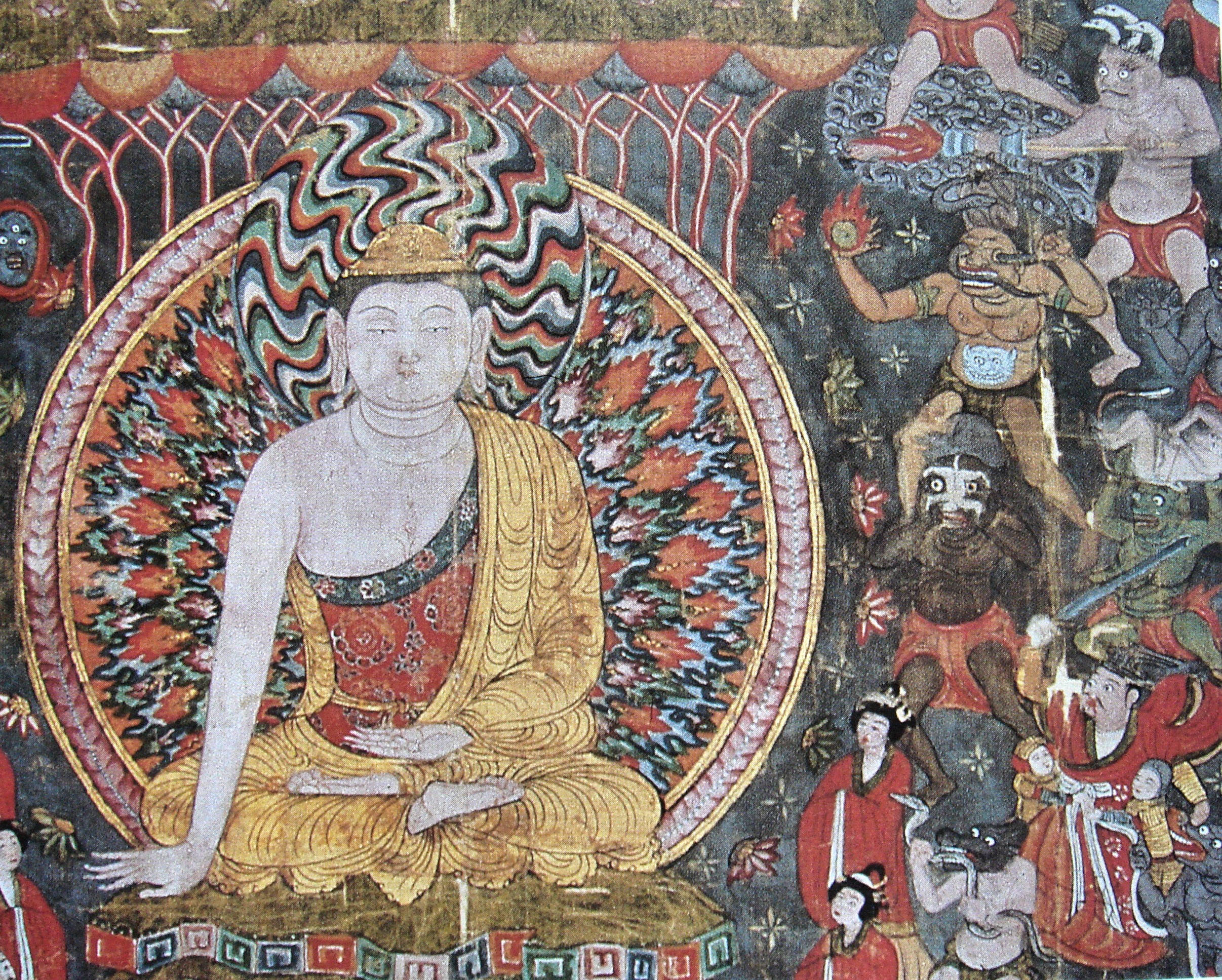
أقرب لوحة وتمثيل معروف عن المدفع في القرن العاشر

أول المدافع التي عرفها الإنسان، والتي كانت لا تستخدم البارود، اخترعت في القرن الثالث قبل الميلاد. لا يعرف الكثير عن هذا الاختراع البدائي وذلك لضياع معظم مخترعات مخترع هذا المدفع البدائي، ولكن لوحظ إن هذا المدفع يعمل بالهواء المضغوط. 
أول استخدام موثق للبارود في ساحات القتال كان يوم 28 يناير 1132، وأول مدفع يعثر عليه كان عام 1282 في منغوليا بمنشوريا.
أول ذِكر للمدفع في القصائد كان عام 1326. وقي قصيدة عام 1341، كتب كسيان زهانج عن المدفع وقال أن طلقة المدفع «يمكن أن تخترق القلب أو البطن عندما تصطدم بإنسان أو حصان أو حتى يمكنه طعن العديد من الناس في آن واحد».
خزن الصينيون أكثر من 3 آلاف قذيفة من البرونز المصبوب والمدافع الحديدية وذلك على سور الصين العظيم وذلك للحماية من هجوم المغول، لاحقاً تحصن بهذه المعدات المغول الغزاة والكوريون، وأوضحت الاكتشافات الأثرية في مواقع المعارك وجود المدافع اليدوية التي كان يستخدمها الصينيون التابعون للمغول وذلك خلال معارك عام 1288 في منشوريا.
في عام 1593 أثناء حصار بيونج يانج، 40 ألف من قوات مينج المنتشرة وُظِفوا على مدفع كبير لقصف عدوهم الياباني آنذاك، وعلى الرغم من وجود أرقام مماثلة من القوات على حد سواء، إلا أن اليابانيين هُزِموا في يوم واحد ورَجَع ذلك إلى ميزة استخدام مينج لقوة النيران.

## المدافع في العالم الإسلامي

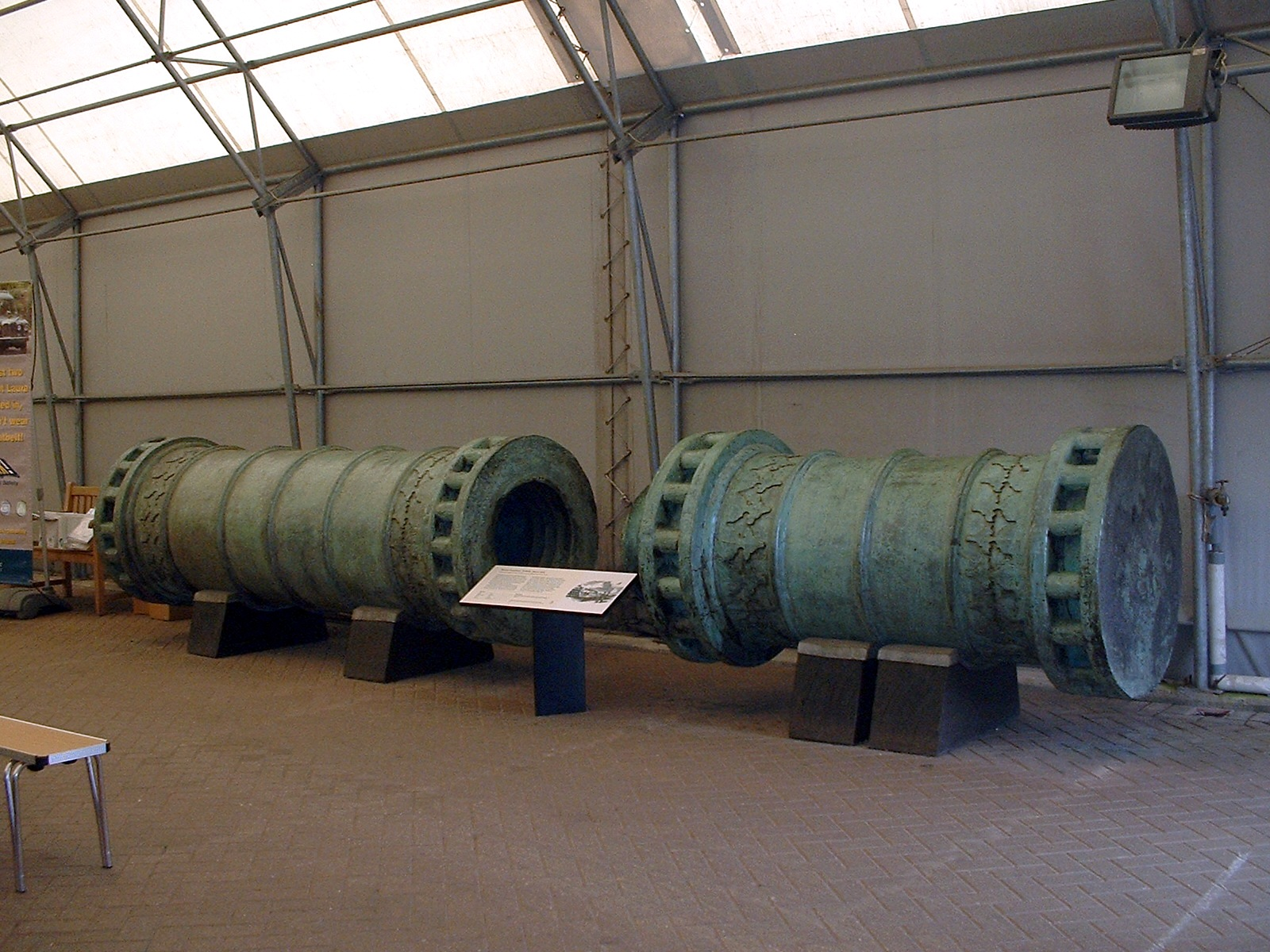
شكل لمدفع تابع للدولة العثمانية

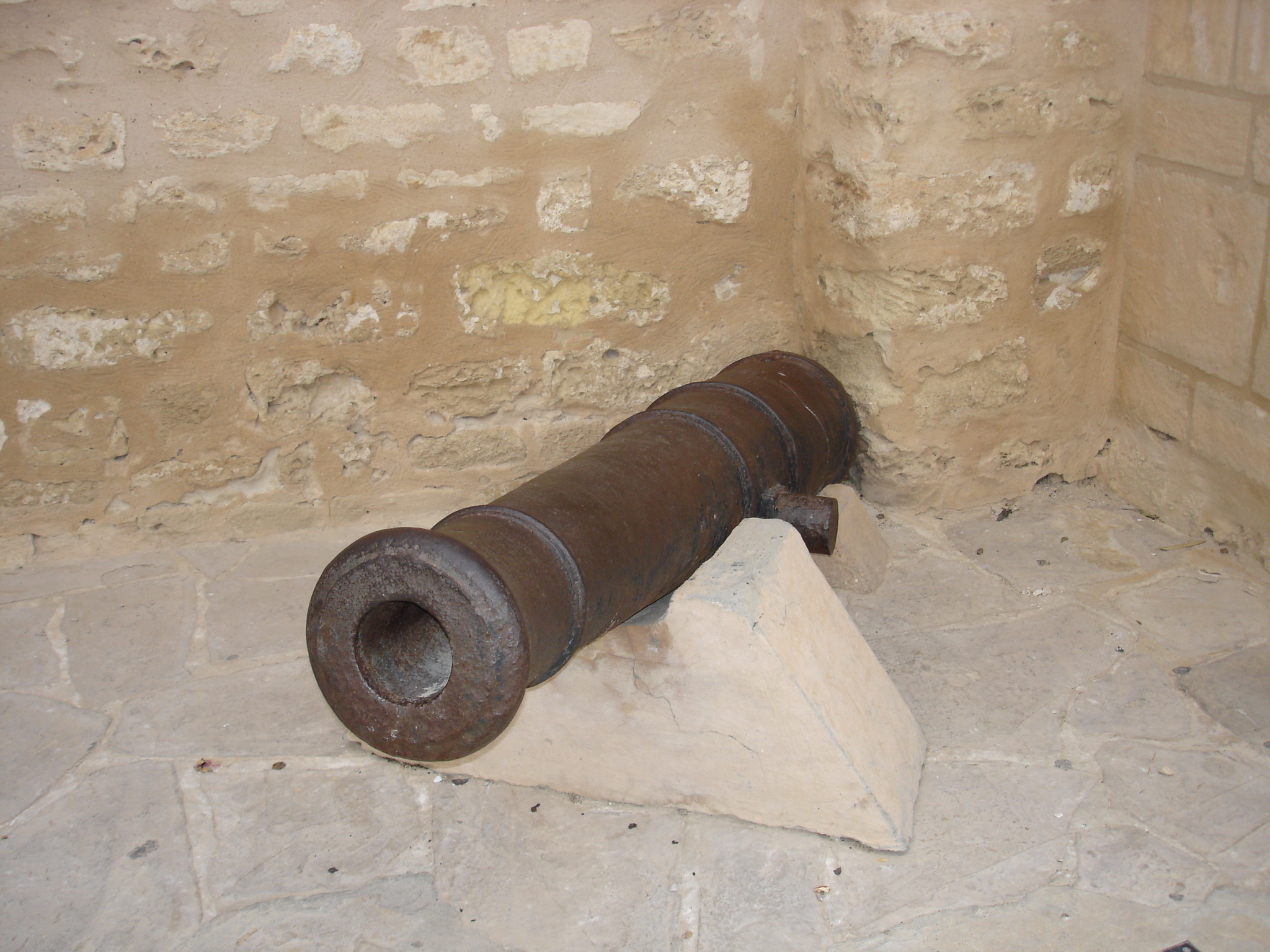
مدفع أمام باب رباط المنستير.

يدّعى مؤرخ اللغة العربية والعلوم الإسلامية أحمد يوسف حسن أن المماليك هم أول من استخدموا المدافع وذلك في معركة عين جالوت أمام المغول عام 1260 وقال أيضاً أن المدافع المستخدمة في هذه المعركة كانت تستخدم صيغ من البارود التي كانت متطابقة تقريباً مع التكوين المثالي للبارود، الذي يدّعي أنه لم تكن معروفة في الصين أو أوروبا أو حتى بعد ذلك بكثير. بينما قال المؤرخ اقتدار عالم خان، إن المغول هم من أدخلوا المدافع إلى الدول الإسلامية مستشهداً في ذلك بالأضرار الجسيمة التي لاقاها مشاة المماليك.
اُختُرِعَ سلاح آخر في العصر الإسلامي، وكان يسمى المدفع الآلى وكان يُستخدم في قثل المشاة، وإخترعه المهندس الميكانيكي الهندي الفارسي فتح الله شيرازي في القرن السادس عشر والذي عمل تحت قيادة قائد المغول.

## طريقة عمل المدفع
المدفع يدفع القذيفة بواسطة الانفجار. ولكن هذا الدفع ينتهي بمجرد خروج القذيفة من أنبوبة المدفع. وتبقى أنبوبة المدفع الغليظة الثقيلة حيث هي في مكانها من الأرض- ترتد قليلا - تنتظر قذيفة أخرى تنطلق منها.

## أنواع مدافع

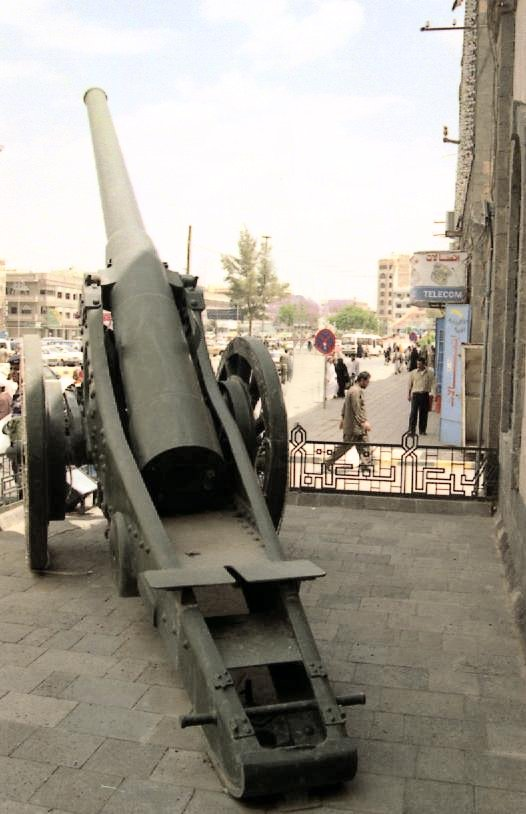
مدفع بريطاني في المتحف الحربي بصنعاء

B-10: القاذف عديم الارتداد، المعروف في منطقة الشرق الأوسط بالاسم الرمزي:(ب-10) كان أول قاذف في نوعه عيار 82مم يدخل حيز الإنتاج والخدمة الفعلية بعد الحرب العالمية الثانية في نهاية الاربعينيات من القرن العشرين.
وهو يشابه إلى حد بعيد من حيث المستوى: التقني والعملياتي، والقدرات، سائر أنواع الجيل العالمي الأول للقواذف عديمة الارتداد مثل القاذف الأمريكي م-27 عيار 105مم والذي لم يحقق النتائج المرجوة.
تميز هذا القاذف بسهولة الاستخدام إذ يحمل أثناء الرمي على سلم ثلاثي القوائم يشكل منصة إطلاق ارضية ثم يصوب بصريا نحو الهدف بواسطة منظار مقرب ويكتمل التسديد المكشوف بتطابق ثلاث نقاط كما يتميز بالرمي على زاوية انخفاض 20 درجة ما يتيح له ضرب الاهداف المنخفضة في قاع الوديان واستطرادا فهو يعمل بكفاءة في المناظق الجبلية ويؤازر ذلك دوران في الاتجاه الافقي تساوي 360 درجة إضافة إلى خفة الوزن أثناء الرمي إذ يزن 72.2كجم ويوزع هذا الحمل على افراد الطاقم إذ يمكن تفكيكه ثلاثة اجزاء.
يعيبه قدرة اختراق ضعيفة بالمقارنة بالأنواع المتطورة من النوع نفسه وكذلك المدى المحدود والذي يصل إلى 500م.
استمر في الخدمة حتى بداية تسعينيات القرن العشرين في بعض دول الشرق الأوسط حيث اتخذ مدفع اسناد مشاة يرافق مضاد للدروع.
1- بلد المنشأ: الاتحاد السوفييتي
2- الاستخدام: قاذف عديم الارتداد يستخدم اصلا ضد المركبات المدرعة ويمكن استخدامه ضد المشاة والمركبات يتخذ افراد المشاة سلاحا خفيفا مضادا للدبابات منفراد محملا على شاسيه ارضي أو على عربة جيب يمكنه التعامل مع الاهداف الثابتة والمتحركة بمعدل عال 5-6 قذائف في الدقيقة.
3- الأنواع: النموذج المصنع في الاتحاد السوفييتي (تايب-59)
النموذج المصنع في الصين (تايب-65)
5- نوع السبطانة: عديمة الارتداد ملساء
6- المواصفات العامة والفنية
العيار: 82مم
طول السبطانة: 1.659م
أقصى زاوية ارتفاع: 35+
أقصى زاوية انخفاض:20-
الوزن في وضع التحرك:85.4 كجم
الوزن عند التحرك 72.2 كحم
أقصى مدى: 4470م
المدى الفعال ضد الدروع:500م
معدل الرمي العملي:5-6 قذائف (دقيقة)
الطاقم:4(قائد-مسدد-معمر-فرد ذخيرة)
سمك الاختراق في الدروع 240مم
السرعة الابتدائية: 322م (ثانية)
7- أجهزة التسديد
منظار مكبر لاكتشاف الهدف ثم يسدد بطريقة المحاذاة لثلاث نقاط.
هاوتزر: الهاوتزر هو نوع من أنواع المدفعية يتميز بسبطانة قصيرة نسبيا واستخدام قذائف صغيرة ودفعها لمسافات بعيدة بسرعة أبطئ بمسار منحنٍ للمقذوف بحيث يكون مسار المقذوف مقوس لضرب المواقع خلف الموانع بعكس المدفع الذي يستخدم المسار المستقيم بسرعة فوهية عالية جدًا.
الهاون Mortar : عرف مدفع الهاون منذ أن عرف العالم الأسلحة التي تعمل بالبارود، حيث يعتبر من أجهزة إطلاق المقذوفات التي تُطلق مقذوفاتها بزاوية تقترب من الزاوية الرأسية، حيث يصل المقذوف إلى نقطة يستنفذ فيها قوة الدفع فيبدأ بالانحدار بزاوية حادة تجاه الهدف ومنذ العام 1920م أصبح مدفع الهاون من أهم مصلحة المشاة في ميدان المعركة والسبب في ذلك طبيعة ميادين المعارك حيث كان المطلوب سلاحاً يطلق مقذوفاته بشكل منحني (وليس بشكل مستقيم ومباشر) وذلك حتى يستطيع اجتياز العوائق والمرتفعات ثم يعاود السقوط على الهدف. وغالباً ما يكون الهدف المراد ثابتاً (كمواقع عسكرية بما فيها من حشودات).
ولقد تعددت أنواع مدافع الهاون بحسب الدول المنتجة لها وكذلك حسب عيار المقذوف (قطره) وكذلك المدى. ولدى العدو عدة أنواع من مدافع الهاون وذلك بمديات مختلفة حسب ظروف الميدان وطبيعة الاستخدام نذكر منها الأنواع التالية:
- الهاونIMT عيار (52 ملم) ويتراوح مداه ما بين (130 – 420) متراً.
- الهاون سولتام كوماندو عيار (60 ملم) ويبلغ مداه حوالي (100 – 900) متراً.
- الهاون سولتام عيار (60 ملم) ويبلغ مداه حوالي (2555) متراً.
- الهاون سولتام بعيد المدى عيار (60 ملم) ويبلغ مداه (4000) متراً.
- الهاون م – 64 عيار (81 ملم) ويتراوح مداه ما بين (4100 – 6500) متراً.
- الهاون سولتام م – 65 عيار (120 ملم) ويصل مداه حوالي (7000) متراً.
- الهاون سولتام (م – 66) عيار (160 ملم) ويصل مداه إلى (9600) متراً.
- كيف يتم توجيه مدفع الهاون وضبطه لإصابة الهدف؟
- بداية يجب التأكد من بعد الهدف بحيث يكون ضمن مدى رماية الهاون، فعلى سبيل المثال لا يمكن إصابة الهدف الذي يبعد (3000) متراً بمدفع أقصى مدى لسقوط قذائفه هو (2500) متراً.
- يوجه مدفع الهاون في اتجاه الهدف بدقة، ويمكن تحديد ذلك بسهولة إذا توافرت خارطة دقيقة (محدد عليها موقع الرماية وكذلك موقع الهدف) حيث نصل خطاً مستقيماً بينهما ونحسب اتجاه هذا الخط بالبوصلة، ونأخذ نفس الاتجاه على الواقع (في موقع الرماية) بحيث تكون ماسورة مدفع الهاون باتجاه الهدف الذي حدده بواسطة البوصلة.
- وهكذا نضمن أن القذيفة ستأخذ خطاً منحنياً ولكن في اتجاه الهدف.. إلا أننا بذلك لا نضمن سقوط القذيفة قبل الهدف أو بعده؟؟
- وهنا يأتي دور ضبط زاوية ميل ماسورة الهاون، حيث يوجد جدول مع الرامي مكتوب فيه درجات الميل ومدى المسافة الافقية التي تقطعها القذيفة لكل درجة زاوية فنختار الدرجة (الزاوية) التي يقابلها المسافة المطلوبة (وهي بعد الهدف عن موقع مدفع الهاون بخط مستقيم على الأرض) وهي مسافة معلومة لدينا بحساب طول الخط الواصل على الخارطة بين الهدف وموقع المدفع بضربه في مقياس رسم الخارطة.
- يمكننا أن نضع شخصاً قريباً من الهدف (على بعد 500 متر مثلاً) في مكان آمن ومستور ويلاحظ بمنظار مكان سقوط القذائف ويقوم بالاتصال المباشر مع رامي الهاون ليصحح الزاوية لتكون أكثر دقة ولتصيب الهدف إصابة مباشرة ومؤثرة.
- يراعى ضرورة مغادرة مكان الرماية (موقع المدفع) مباشرة بعد ضرب عدة قذائف لأنه من المتوقع إصابة المكان من العدو الذي يمتلك ما يسمى (بطاريات الاستمكان) والتي تحدد مباشرة مكان انطلاق القذيفة من خلال زاوية سقوطها وتقوم بالرد المدفعي المباشر على مكان الهدف.

## وصلات خارجية
- تكتيك المدافع في الحروب النابوليونية
- تاريخ المدافع إلى عام 1500
- فيديو: اختبار مدفع ليزر في سفينة للبحرية الأمريكية، بي بي سي عربي، 12 أبريل 2011